# Playoffs NBA 2004

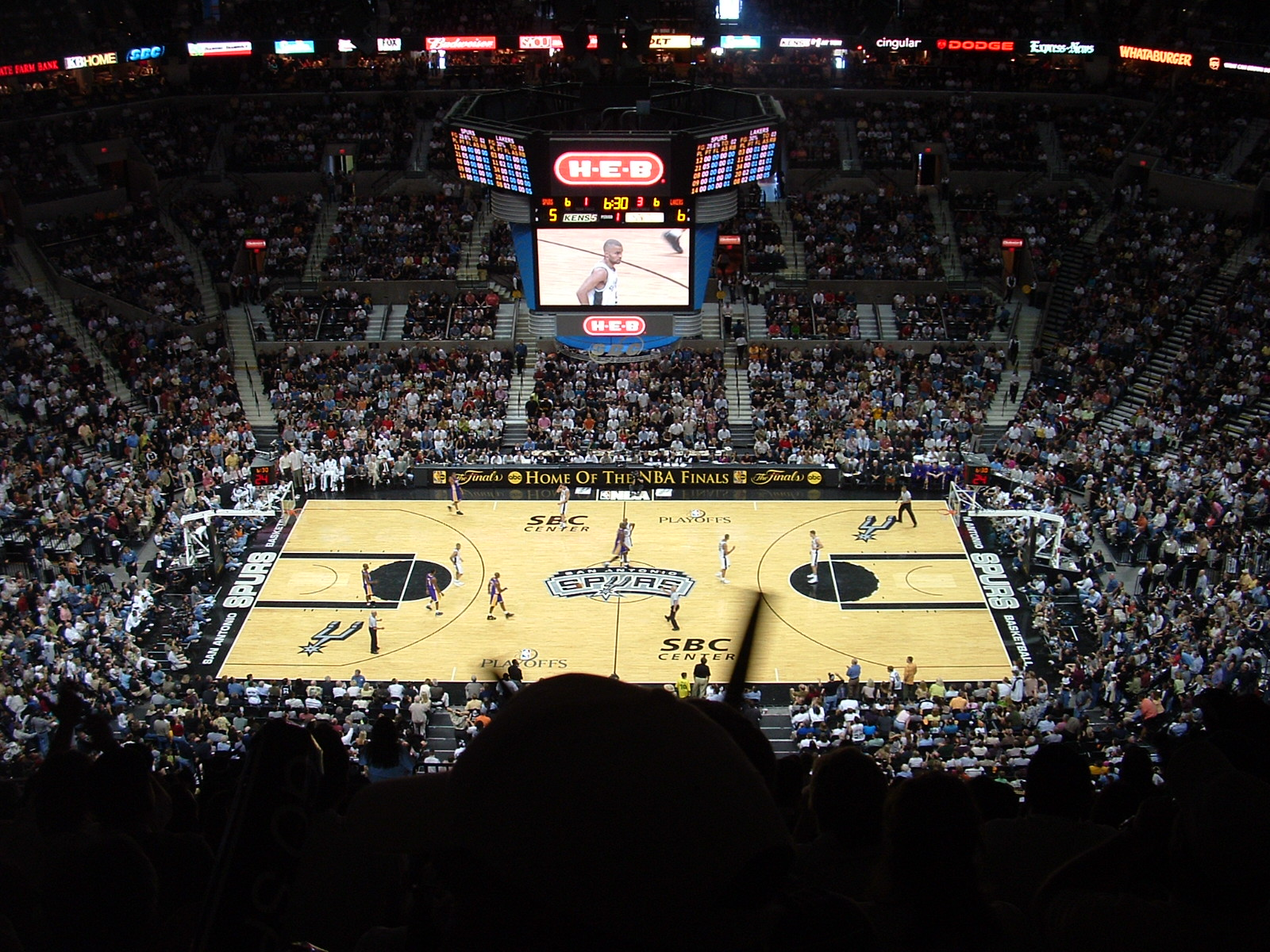
El Frost Bank center, en el partido 1 de la semifinal de conferencia entre Spurs y Lakers.

Los Playoffs de la NBA de 2004 fueron el torneo final de la temporada 2003-04 de la NBA.
El campeón fue Detroit Pistons, tercer clasificado de la Conferencia Este, ganando a Los Angeles Lakers (4-1) en las finales.
El MVP de las Finales fue Chauncey Billups de los Detroit Pistons.

## Resumen
Este playoffs consistió en 16 equipos en 2 conferencias, con una duración que abarcó dos meses de juego. Se disputaban al mejor de 7 partidos, con la ventaja de campo para el equipo con mejor récord.
Ni Shaquille O'Neal, Gary Payton ni Karl Malone seguirían con los Lakers al año siguiente. O'Neal negoció con Miami Heat (algunos piensan que se debió a una petición del representante de Kobe Bryant), negociaron con Boston Celtics para la salida de Payton y Malone se retiró.
Minnesota Timberwolves después de perder en los playoffs en su primeras siete temporadas y de perder en la primera ronda los siguientes siete años, ganaron sus dos primeras series de playoffs en 2004, antes de caer ante los Lakers en las finales de la Conferencia Oeste. Indiana Pacers consiguió alcanzar las finales de la Conferencia Este por primera vez desde que llegaron a las finales del 2000, después del cual cambiaron significativamente la estructura del equipo. Estos playoffs también supusieron la primera vez que los Memphis Grizzlies, liderados por Pau Gasol, alcanzaban los playoffs en sus nueve años de historia desde que comenzasen en Vancouver y la primera que Utah Jazz no conseguía clasificarse para los playoffs (no ocurría desde 1983).

## Clasificación Playoffs

### Conferencia Este
Los Indiana Pacers se adueñaron del mejor récord de la NBA, y por tanto tuvieron la ventaja de campo a lo largo de todos los playoffs.
A continuación se muestran la lista de los equipos clasificados en la Conferencia Este:
1. Indiana Pacers (líder de la División Central)
2. New Jersey Nets (líder de la División del Atlántico)
3. Detroit Pistons
4. Miami Heat
5. New Orleans Hornets
6. Milwaukee Bucks
7. New York Knicks
8. Boston Celtics

### Conferencia Oeste
Minnesota Timberwolves consiguió el mejor récord de la Conferencia Oeste, y poseyeron la ventaja de campo durante los playoffs de la Conferencia Oeste. Sin embargo, cuando Minnesota perdió ante Los Angeles Lakers en las finales de conferencia, cediéndoles así a los Lakers la ventaja de campo para la final debido a que los Pistons tenían un peor balance de victorias-derrotas (Lakers 56-26, Pistons 54-28).
A continuación se muestran la lista de los equipos clasificados en la conferencia Oeste:
1. Minnesota Timberwolves (líder de la División del Medio-Oeste)
2. Los Angeles Lakers (líder de la División del Pacífico)
3. San Antonio Spurs
4. Sacramento Kings
5. Dallas Mavericks
6. Memphis Grizzlies
7. Houston Rockets
8. Denver Nuggets

## Tabla
|  | Primera Ronda     | Primera Ronda | Primera Ronda |   |              | Semifinales de Conferencia | Semifinales de Conferencia | Semifinales de Conferencia |  |    | Final de Conferencia | Final de Conferencia | Final de Conferencia |  |    | Finales de la NBA | Finales de la NBA | Finales de la NBA |
|  |                   |               |               |   |              |                            |                            |                            |  |    |                      |                      |                      |  |    |                   |                   |                   |
|  | E1                | *Indiana      | 4             |   |              |                            |                            |                            |  |    |                      |                      |                      |  |    |                   |                   |                   |
|  | E8                | Boston        | 0             |   |              |                            |                            |                            |  |    |                      |                      |                      |  |    |                   |                   |                   |
|  | E8                | Boston        | 0             |   | E1           | *Indiana                   | 4                          |                            |  |    |                      |                      |                      |  |    |                   |                   |                   |
|  |                   |               |               |   | E1           | *Indiana                   | 4                          |                            |  |    |                      |                      |                      |  |    |                   |                   |                   |
|  |                   | E4            | Miami         | 2 |              |                            |                            |                            |  |    |                      |                      |                      |  |    |                   |                   |                   |
|  | E4                | E4            | Miami         | 2 | Miami        | 4                          |                            |                            |  |    |                      |                      |                      |  |    |                   |                   |                   |
|  | E4                |               |               |   | Miami        | 4                          |                            |                            |  |    |                      |                      |                      |  |    |                   |                   |                   |
|  | E5                | New Orleans   | 2             |   |              |                            |                            |                            |  |    |                      |                      |                      |  |    |                   |                   |                   |
|  | E5                | New Orleans   | 2             |   |              |                            |                            |                            |  | E1 | *Indiana             | 2                    |                      |  |    |                   |                   |                   |
|  | Conferencia Este  |               |               |   |              |                            |                            |                            |  | E1 | *Indiana             | 2                    |                      |  |    |                   |                   |                   |
|  |                   | E3            | Detroit       | 4 |              |                            |                            |                            |  |    |                      |                      |                      |  |    |                   |                   |                   |
|  | E3                | E3            | Detroit       | 4 | Detroit      | 4                          |                            |                            |  |    |                      |                      |                      |  |    |                   |                   |                   |
|  | E3                |               |               |   | Detroit      | 4                          |                            |                            |  |    |                      |                      |                      |  |    |                   |                   |                   |
|  | E6                | Milwaukee     | 1             |   |              |                            |                            |                            |  |    |                      |                      |                      |  |    |                   |                   |                   |
|  | E6                | Milwaukee     | 1             |   | E3           | Detroit                    | 4                          |                            |  |    |                      |                      |                      |  |    |                   |                   |                   |
|  |                   |               |               |   | E3           | Detroit                    | 4                          |                            |  |    |                      |                      |                      |  |    |                   |                   |                   |
|  |                   | E2            | *New Jersey   | 3 |              |                            |                            |                            |  |    |                      |                      |                      |  |    |                   |                   |                   |
|  | E2                | E2            | *New Jersey   | 3 | *New Jersey  | 4                          |                            |                            |  |    |                      |                      |                      |  |    |                   |                   |                   |
|  | E2                |               |               |   | *New Jersey  | 4                          |                            |                            |  |    |                      |                      |                      |  |    |                   |                   |                   |
|  | E7                | New York      | 0             |   |              |                            |                            |                            |  |    |                      |                      |                      |  |    |                   |                   |                   |
|  | E7                | New York      | 0             |   |              |                            |                            |                            |  |    |                      |                      |                      |  | E3 | Detroit           | 4                 |                   |
|  |                   |               |               |   |              |                            |                            |                            |  |    |                      |                      |                      |  | E3 | Detroit           | 4                 |                   |
|  |                   | O2            | *L.A. Lakers  | 1 |              |                            |                            |                            |  |    |                      |                      |                      |  |    |                   |                   |                   |
|  | O1                | O2            | *L.A. Lakers  | 1 | *Minnesota   | 4                          |                            |                            |  |    |                      |                      |                      |  |    |                   |                   |                   |
|  | O1                |               |               |   | *Minnesota   | 4                          |                            |                            |  |    |                      |                      |                      |  |    |                   |                   |                   |
|  | O8                | Denver        | 1             |   |              |                            |                            |                            |  |    |                      |                      |                      |  |    |                   |                   |                   |
|  | O8                | Denver        | 1             |   | O1           | *Minnesota                 | 4                          |                            |  |    |                      |                      |                      |  |    |                   |                   |                   |
|  |                   |               |               |   | O1           | *Minnesota                 | 4                          |                            |  |    |                      |                      |                      |  |    |                   |                   |                   |
|  |                   | O4            | Sacramento    | 3 |              |                            |                            |                            |  |    |                      |                      |                      |  |    |                   |                   |                   |
|  | O4                | O4            | Sacramento    | 3 | Sacramento   | 4                          |                            |                            |  |    |                      |                      |                      |  |    |                   |                   |                   |
|  | O4                |               |               |   | Sacramento   | 4                          |                            |                            |  |    |                      |                      |                      |  |    |                   |                   |                   |
|  | O5                | Dallas        | 1             |   |              |                            |                            |                            |  |    |                      |                      |                      |  |    |                   |                   |                   |
|  | O5                | Dallas        | 1             |   |              |                            |                            |                            |  | O1 | *Minnesota           | 2                    |                      |  |    |                   |                   |                   |
|  | Conferencia Oeste |               |               |   |              |                            |                            |                            |  | O1 | *Minnesota           | 2                    |                      |  |    |                   |                   |                   |
|  |                   | O2            | *L.A. Lakers  | 4 |              |                            |                            |                            |  |    |                      |                      |                      |  |    |                   |                   |                   |
|  | O3                | O2            | *L.A. Lakers  | 4 | San Antonio  | 4                          |                            |                            |  |    |                      |                      |                      |  |    |                   |                   |                   |
|  | O3                |               |               |   | San Antonio  | 4                          |                            |                            |  |    |                      |                      |                      |  |    |                   |                   |                   |
|  | O6                | Memphis       | 0             |   |              |                            |                            |                            |  |    |                      |                      |                      |  |    |                   |                   |                   |
|  | O6                | Memphis       | 0             |   | O3           | San Antonio                | 2                          |                            |  |    |                      |                      |                      |  |    |                   |                   |                   |
|  |                   |               |               |   | O3           | San Antonio                | 2                          |                            |  |    |                      |                      |                      |  |    |                   |                   |                   |
|  |                   | O2            | *L.A. Lakers  | 4 |              |                            |                            |                            |  |    |                      |                      |                      |  |    |                   |                   |                   |
|  | O2                | O2            | *L.A. Lakers  | 4 | *L.A. Lakers | 4                          |                            |                            |  |    |                      |                      |                      |  |    |                   |                   |                   |
|  | O2                |               |               |   | *L.A. Lakers | 4                          |                            |                            |  |    |                      |                      |                      |  |    |                   |                   |                   |
|  | O7                | Houston       | 1             |   |              |                            |                            |                            |  |    |                      |                      |                      |  |    |                   |                   |                   |

* - Campeón de división

Negrita- Ganador de las series

Cursiva- Equipo con ventaja de campo

## Conferencia Este
Campeón: Detroit Pistons

### Primera Ronda
(1) Indiana Pacers vs. (8) Boston Celtics:
Pacers ganaron la serie 4-0
- Partido 1 - Indiana: Indiana 104, Boston 88
- Partido 2 - Indiana: Indiana 103, Boston 90
- Partido 3 - Boston: Indiana 108, Boston 85
- Partido 4 - Boston: Indiana 90, Boston 75

(2) New Jersey Nets vs. (7) New York Knicks:
Nets ganaron la serie 4-0
- Partido 1 - New Jersey: New Jersey 107, New York 83
- Partido 2 - New Jersey: New Jersey 99, New York 81
- Partido 3 - New York: New Jersey 81, New York 78
- Partido 4 - New York: New Jersey 100, New York 94

(3) Detroit Pistons vs. (6) Milwaukee Bucks:
Pistons ganaron la serie 4-1
- Partido 1 - Detroit: Detroit 108, Milwaukee 82
- Partido 2 - Detroit: Milwaukee 92, Detroit 88
- Partido 3 - Milwaukee: Detroit 95, Milwaukee 85
- Partido 4 - Milwaukee: Detroit 109, Milwaukee 92
- Partido 5 - Detroit: Detroit 91, Milwaukee 77

(4) Miami Heat vs. (5) New Orleans Hornets:
Heat ganaron la serie 4-3
- Partido 1 - Miami: Miami 81, New Orleans 79
- Partido 2 - Miami: Miami 93, New Orleans 63
- Partido 3 - New Orleans: New Orleans 77, Miami 71
- Partido 4 - New Orleans: New Orleans 96, Miami 85
- Partido 5 - Miami: Miami 87, New Orleans 83
- Partido 6 - New Orleans: New Orleans 89, Miami 83
- Partido 7 - Miami: Miami 85, New Orleans 77

### Semifinales de Conferencia
(1) Indiana Pacers vs. (4) Miami Heat:
Pacers ganaron la serie 4-2
- Partido 1 - Indiana: Indiana 94, Miami 81
- Partido 2 - Indiana: Indiana 91, Miami 80
- Partido 3 - Miami: Miami 94, Indiana 87
- Partido 4 - Miami: Miami 100, Indiana 88
- Partido 5 - Indiana: Indiana 94, Miami 83
- Partido 6 - Miami: Indiana 73, Miami 70

(2) New Jersey Nets vs. (3) Detroit Pistons:
Pistons ganaron la serie 4-3
- Partido 1 - Detroit: Detroit 78, New Jersey 56
- Partido 2 - Detroit: Detroit 95, New Jersey 80
- Partido 3 - New Jersey: New Jersey 82, Detroit 64
- Partido 4 - New Jersey: New Jersey 94, Detroit 79
- Partido 5 - Detroit: New Jersey 127, Detroit 120 (3OT)
- Partido 6 - New Jersey: Detroit 81, New Jersey 75
- Partido 7 - Detroit: Detroit 90, New Jersey 69

### Final de Conferencia
(1) Indiana Pacers vs. (3) Detroit Pistons:
Pistons ganaron la serie 4-2
- Partido 1 - Indiana: Indiana 78, Detroit 74 ESPN 8:00pm/7:00ct
- Partido 2 - Indiana: Detroit 72, Indiana 67 ESPN 8:00pm/7:00ct
- Partido 3 - Detroit: Detroit 85, Indiana 78 ESPN 8:00pm
- Partido 4 - Detroit: Indiana 83, Detroit 68 ESPN 8:00pm
- Partido 5 - Indiana: Detroit 83, Indiana 65 ESPN 8:00pm/7:00ct
- Partido 6 - Detroit: Detroit 69, Indiana 65 ESPN 8:00pm

## Conferencia Oeste
Campeón: Los Angeles Lakers

### Primera Ronda
(1) Minnesota Timberwolves vs. (8) Denver Nuggets:
Timberwolves ganaron la serie 4-1 

- Partido 1 - Minnesota: Minnesota 106, Denver 92
- Partido 2 - Minnesota: Minnesota 95, Denver 81
- Partido 3 - Denver: Denver 107, Minnesota 86
- Partido 4 - Denver: Minnesota 84, Denver 82
- Partido 5 - Minnesota: Minnesota 102, Denver 91

(2) Los Angeles Lakers vs. (7) Houston Rockets:
Lakers ganaron la serie 4-1
- Partido 1 - Los Ángeles: Los Angeles 72, Houston 71 ESPN 10:30et
- Partido 2 - Los Ángeles: Los Angeles 98, Houston 84 TNT 10:30et
- Partido 3 - Houston: Houston 102, Los Ángeles 91 ESPN 9:30et
- Partido 4 - Houston: Los Angeles 92, Houston 88 (OT) ABC 3:30et
- Partido 5 - Los Ángeles: Los Angeles 97, Houston 78 TNT 10:30et

(3) San Antonio Spurs vs. (6) Memphis Grizzlies:
Spurs ganaron la serie 4-0
- Partido 1 - San Antonio: San Antonio 98, Memphis 74
- Partido 2 - San Antonio: San Antonio 87, Memphis 70
- Partido 3 - Memphis: San Antonio 95, Memphis 93
- Partido 4 - Memphis: San Antonio 110, Memphis 97

(4) Sacramento Kings vs. (5) Dallas Mavericks:
Kings ganaron la serie 4-1
- Partido 1 - Sacramento: Sacramento 116, Dallas 105
- Partido 2 - Sacramento: Sacramento 83, Dallas 79
- Partido 3 - Dallas: Dallas 104, Sacramento 79
- Partido 4 - Dallas: Sacramento 94, Dallas 92
- Partido 5 - Sacramento: Sacramento 119, Dallas 118

### Semifinales de Conferencia
(1) Minnesota Timberwolves vs. (4) Sacramento Kings:
Timberwolves ganaron la serie 4-3
- Partido 1 - Minnesota: Sacramento 104, Minnesota 98 (enlace roto disponible en Internet Archive; véase el historial, la primera versión y la última).
- Partido 2 - Minnesota: Minnesota 94, Sacramento 89 (enlace roto disponible en Internet Archive; véase el historial, la primera versión y la última).
- Partido 3 - Sacramento: Minnesota 114, Sacramento 113 (enlace roto disponible en Internet Archive; véase el historial, la primera versión y la última). (OT)
- Partido 4 - Sacramento: Sacramento 87, Minnesota 81 (enlace roto disponible en Internet Archive; véase el historial, la primera versión y la última).
- Partido 5 - Minnesota: Minnesota 86, Sacramento 74 (enlace roto disponible en Internet Archive; véase el historial, la primera versión y la última).
- Partido 6 - Sacramento: Sacramento 104, Minnesota 87 (enlace roto disponible en Internet Archive; véase el historial, la primera versión y la última).
- Partido 7 - Minnesota: Minnesota 83, Sacramento 80 (enlace roto disponible en Internet Archive; véase el historial, la primera versión y la última).

(2) Los Angeles Lakers vs. (3) San Antonio Spurs:
Lakers ganaron la serie 4-2
- Partido 1 - San Antonio: San Antonio 88, Los Ángeles 78 ABC 3:30pm/2:30ct
- Partido 2 - San Antonio: San Antonio 95, Los Ángeles 85 TNT 9:30pm/8:30ct
- Partido 3 - Los Ángeles: Los Angeles 105, San Antonio 81 ABC 3:30pm/12:30pt
- Partido 4 - Los Ángeles: Los Angeles 98, San Antonio 90 TNT 10:30pm/7:30pt
- Partido 5 - San Antonio: Los Angeles 74, San Antonio 73 ABC 8:00pm/7:00ct
- Partido 6 - Los Ángeles: Los Angeles 88, San Antonio 76 TNT 10:30pm/7:30pt

### Final de Conferencia
(1) Minnesota Timberwolves vs. (2) Los Angeles Lakers:
Lakers ganaron la serie 4-2
- Partido 1 - Minnesota: Los Angeles 97, Minnesota 88 TNT 9:00pm/8:00ct
- Partido 2 - Minnesota: Minnesota 89, Los Ángeles 71 TNT 9:00pm/8:00ct
- Partido 3 - Los Ángeles: Los Angeles 100, Minnesota 89 TNT 9:00pm/6:00pt
- Partido 4 - Los Ángeles: Los Angeles 92, Minnesota 85 TNT 9:00pm/6:00pt
- Partido 5 - Minnesota: Minnesota 98, Los Ángeles 96 TNT 9:00pm/8:00ct
- Partido 6 - Los Ángeles: Los Angeles 96, Minnesota 90 TNT 9:00pm/6:00pt

## Finales NBA
(2) Los Angeles Lakers vs. (3) Detroit Pistons:
Pistons ganaron la serie, 4-1
- Partido 1 - Los Ángeles: Detroit 87, Los Ángeles 75 ABC 9:00pm/6:00pt
- Partido 2 - Los Ángeles: Los Angeles 99, Detroit 91 (OT) ABC 9:00pm/6:00pt
- Partido 3 - Detroit: Detroit 88, Los Ángeles 68 ABC 9:00pm
- Partido 4 - Detroit: Detroit 88, Los Ángeles 80 ABC 9:00pm
- Partido 5 - Detroit: Detroit 100, Los Ángeles 87 ABC 9:00pm